# Stok (województwo podlaskie)
Stok – wieś w Polsce, położona w województwie podlaskim, w powiecie sokólskim, w gminie Korycin.
| SIMC    | Nazwa    | Rodzaj  |
| ------- | -------- | ------- |
| 0032448 | Czarlona | kolonia |

W latach 1975–1998 wieś położona była w województwie białostockim.
Wierni kościoła rzymskokatolickiego należą do parafii Niepokalanego Serca Najświętszej Maryi Panny w Marianowie.